# ユベール＝フランソワ・グラヴロ
ユベール＝フランソワ・グラヴロ（Hubert-François Gravelot、本名:Hubert-François Bourguignon d'Anville 、1699年3月26日 - 1773年4月19日）はフランス生まれの版画家である。1732年から1745年の間、ロンドンで働き、文化におけるフランスのスタイルをイギリスに広めた。ウィリアム・ホガースらとロンドンのセント・マーチンズ通りにギャラリーや美術学校を運営し(St Martin's Lane Academy)、これはロイヤル・アカデミー・オブ・アーツの先駆けとなったとされる。

## 略歴
パリで生まれた。王立絵画彫刻アカデミーの美術学校で学んだ後、父親の資金でローマに留学するが、資金不足でフランスに戻った。フランス領サン＝ドマング（現ハイチ）での商売に失敗した後、再び画家のジャン・レストゥーやフランソワ・ブーシェの弟子になった。
当時フランスの知識人の間で、「アングロ・マニア」(anglomanie)というフランスに比べて比較的自由な政体に憧れる風潮があった。1715年からロンドンで版画出版の仕事をしていたたフランス人クロード・デュボスク（Claude Du BoscまたはClaude Dubosc）に招かれ、版画家、ベルナール・ピカールの著書「Traité des cérémonies religieuses de toutes les nations」の英語版の制作をするためにロンドンに移った。その後、1745年までロンドンに住んだ。グラブロの版画のスタイルはロンドンの有力な版画家、ジョージ・ヴァーチュー(George Vertue)からも注目され、仕事を依頼された。
ロンドンのセント・マーチンズ通りのコーヒーハウス(Old Slaughter's Coffee House)に集った文学者や画家たちの一人となり、仲間のウィリアム・ホガースが、宮廷画家だった義父、ジェームズ・ソーンヒルが遺した邸の敷地で美術学校、 St. Martin's Lane Academyを運営するようになると、そこで教えた中心的な人物となった。この学校が1768年に創立されたロイヤル・アカデミー・オブ・アーツの非公式の前身とされている。有名な肖像画家、トマス・ゲインズバラはグラブロに学んだとされる。
ロンドンでのグラヴロの仕事には、ルイス・シオボールドによって1740年に出版された、シェークスピア全集の挿絵などもある。
フランス軍とイギリス軍が戦ったフォントノワの戦いのあと、イギリスで反フランス感情が高まり、グラヴロはフランスに帰国しなければならなかった。弟子になっていたトーマス・メジャー(Thomas Major) とパリに移り、後にメジャーはイギリスの重要な版画家になる。パリでも多くの書籍の挿絵の版画を制作した。パリで没した。

## 作品

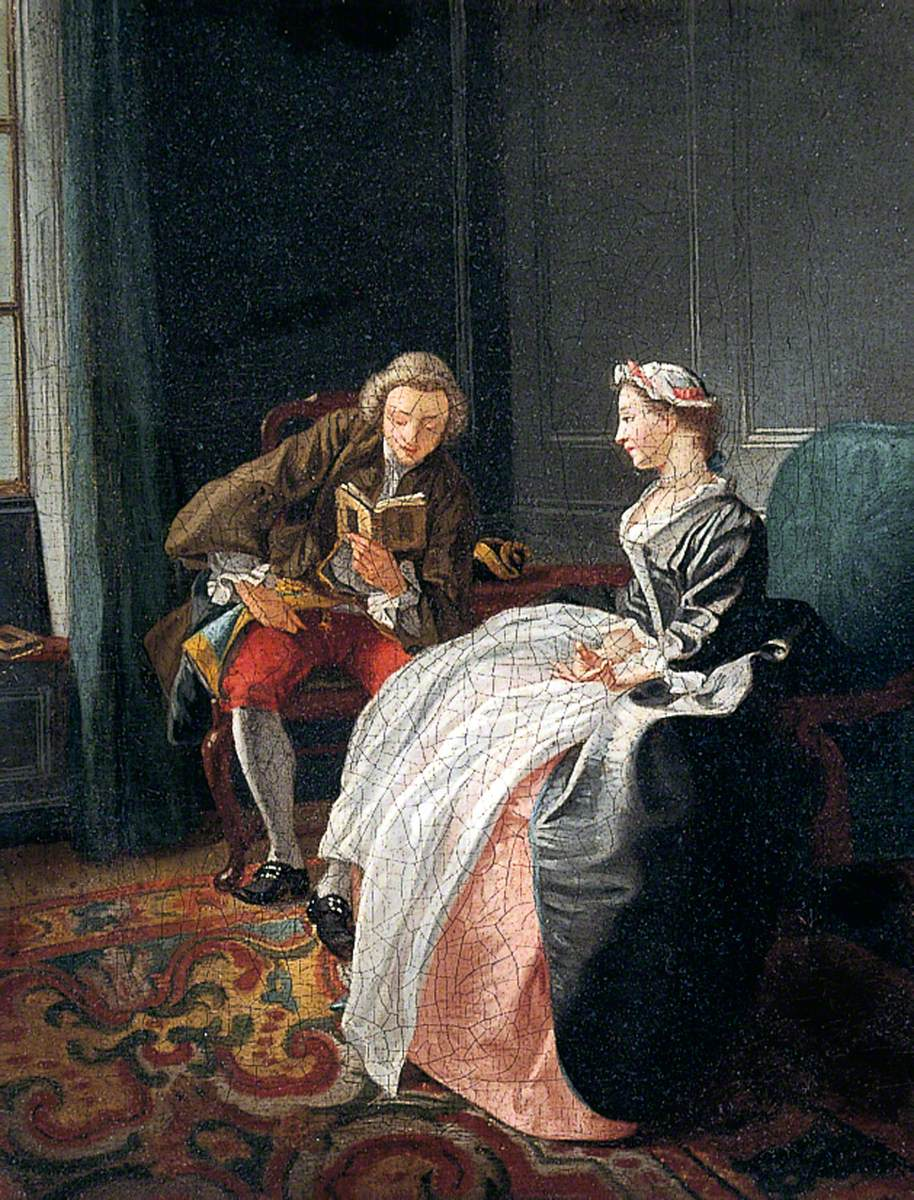
「授業」(油絵)
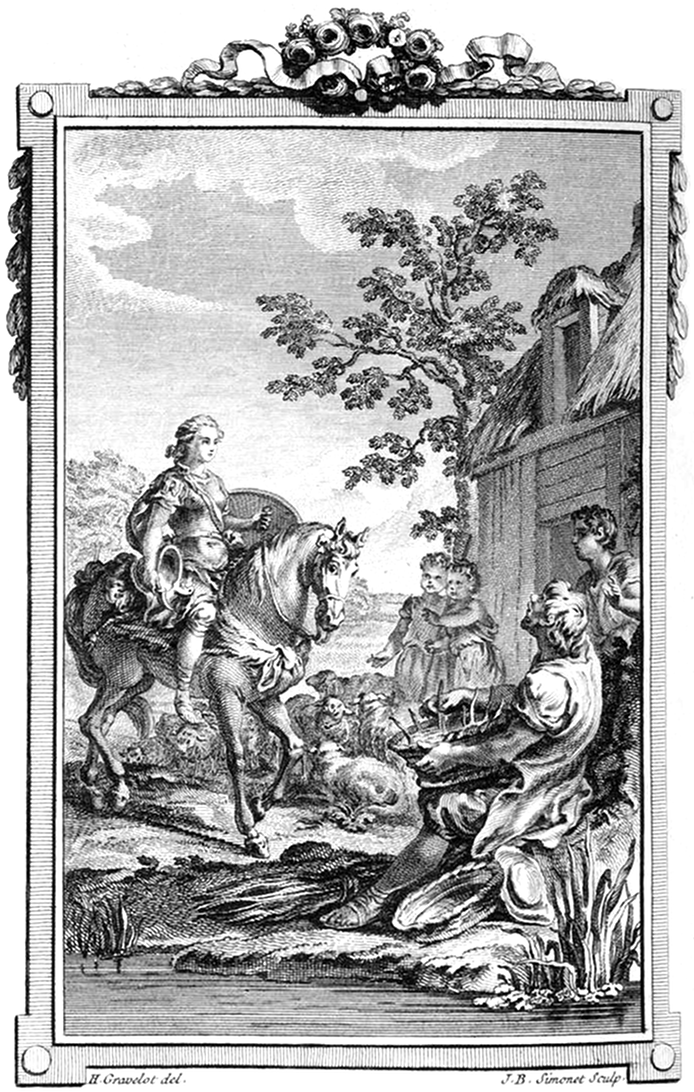
書籍挿絵
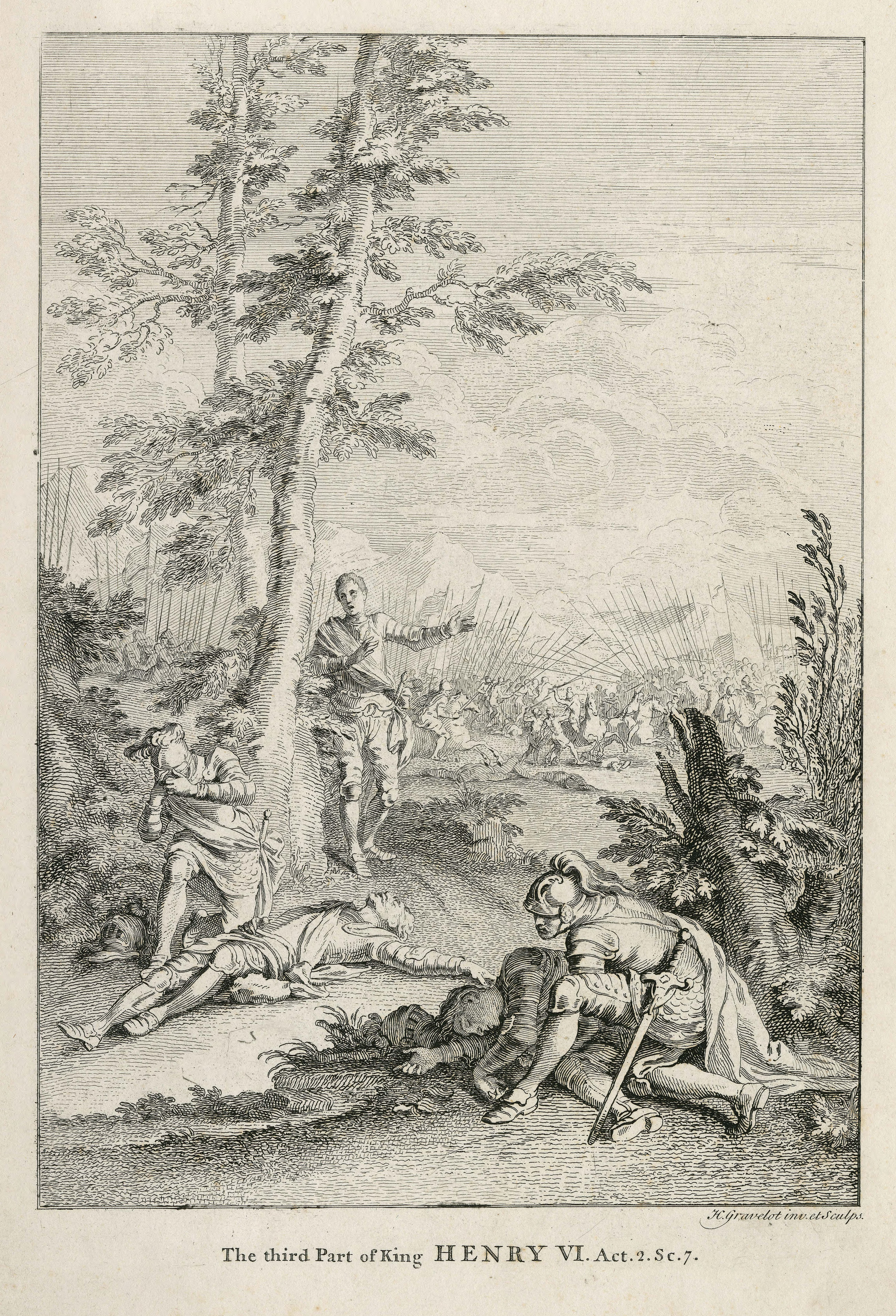
「ヘンリー4世」の挿絵(1743)
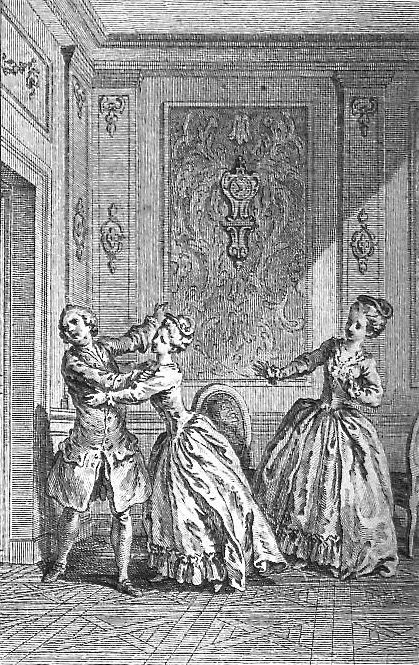